# Amarkantak
Amarkantak é uma cidade e uma nagar panchayat no distrito de Anuppur, no estado indiano de Madhya Pradesh.

## Geografia
Amarkantak está localizada a 22° 40′ N, 81° 45′ L. Tem uma altitude média de 1048 metros (3438 pés).

## Demografia
Segundo o censo de 2001, Amarkantak tinha uma população de 7074 habitantes. Os indivíduos do sexo masculino constituem 54% da população e os do sexo feminino 46%. Amarkantak tem uma taxa de literacia de 68%, superior à média nacional de 59,5%; com 62% para o sexo masculino e 38% para o sexo feminino. 13% da população está abaixo dos 6 anos de idade.